# 拉阿尔门特拉
拉阿尔门特拉，是西班牙加泰罗尼亚赫罗纳省的一个市镇。总面积6平方公里，2001年总人口742人，人口密度124人/平方公里。